# Liu Jiakun
Liu Jiakun (Chengdu, 1 de enero de 1956) es un arquitecto chino. Ganó el Premio Pritzker en 2025, el segundo ciudadano chino tras Wang Shu y el tercero contando personas nacidas en China y nacionalizadas en el extranjero, tras I. M. Pei.

## Biografía
Con 17 años fue parte del Zhiqing de China, también conocido como programa de “jóvenes educados” asignados a la agricultura campesina vocacional en el campo. Posteriormente cursó una licenciatura en ingeniería de arquitectura en la Universidad de Chongqing, donde se graduó en 1982. Tras un periodo en el que se sintió alejado de la profesión de arquitecto y más próximo a la pintura y a la literatura, pasando temporadas en el Tíbet y en Xinjiang, en 1993 volvió a encontrarse con la arquitectura a partir de su asistencia a una exposición de Tang Hua.
En 1999 fundó Jiakun Architects en Chengdu, buscando desarrollar una práctica de carácter sostenible reinterpretando la tradición china con una visión contemporánea, al tiempo que busca conectar tanto con el individuo como con el sentido colectivo de pertenencia a un lugar, potenciando la importancia de los espacios comunitarios.
Desde la constitución de su estudio hasta la actualidad ha ejecutado alrededor de una treintena de proyectos en China, los cuales son de gran escala y se dividen entre museos, parques, proyectos de revitalización urbana e iniciativas culturales. Algunos de estos son el Museo de escultura Luyeyuan (2002), el Museo de relojes (2007) y el Museo Shuijingfang (2013), todos ellos en Chengdu, o el Museo del ladrillo del horno imperial en Suzhou (2016), el Distrito cultural Songyang en Lishui (2020), o la Renovación de las cuevas de Tianbao en Luzhou (2021).
Asimismo, ha publicado los libros Narrative Discourse and Low-Tech Strategy (1997), Now and Here (2002), I Built in West China? (2009) o The Conception of Brightmoon (2014).
El 4 de marzo de 2025 fue anunciado como el ganador del Premio Pritzker en un jurado conformado por Alejandro Aravena, Kazuyo Sejima, Anne Lacaton, Barry Bergdoll y Deborah Berke.

## Obras

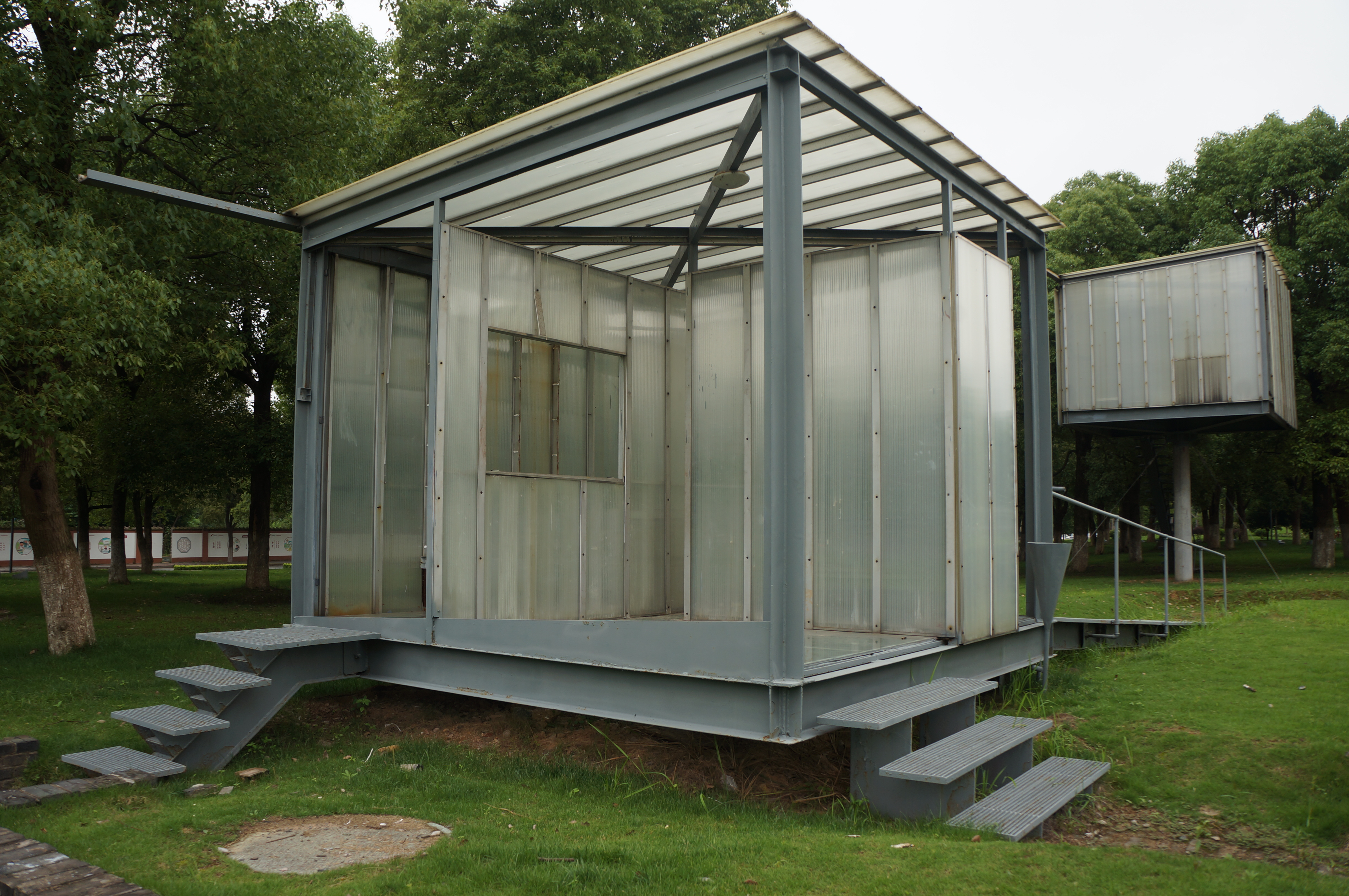
2002. Casa de té en el Parque de Arquitectura de Jinhua (en)
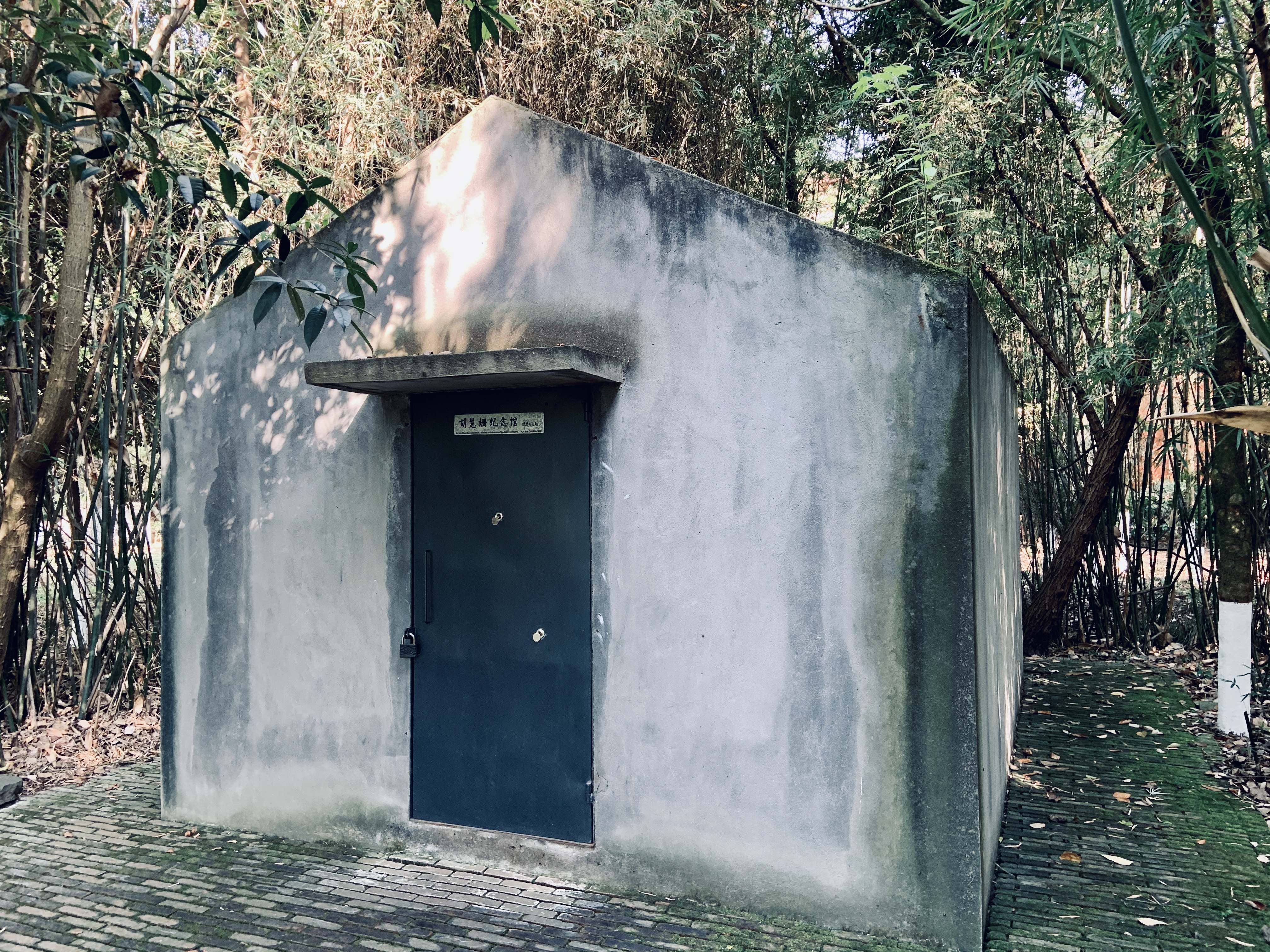
2008. Museo Conmemorativo de Hu Huishan (zh)
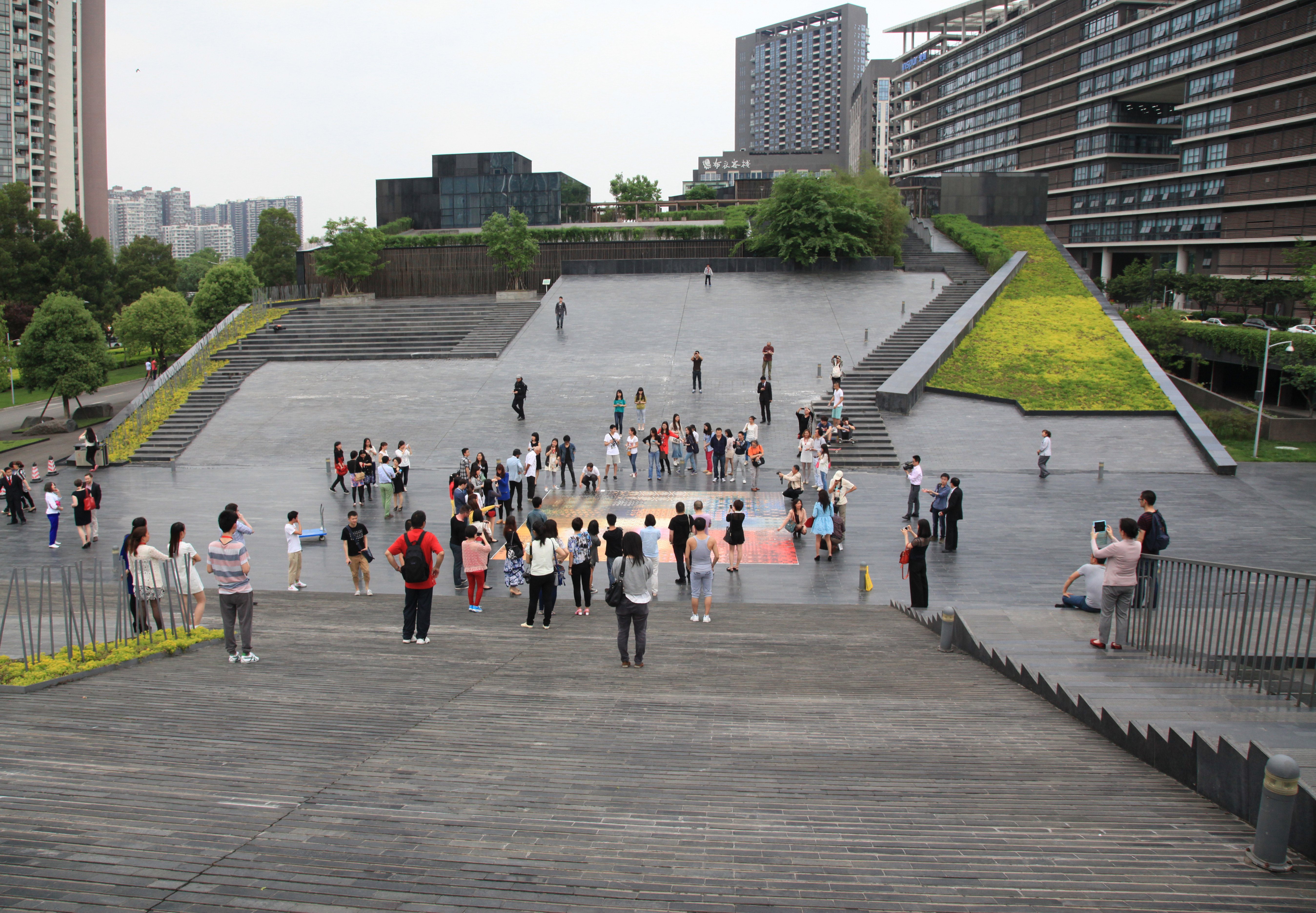
2011. Museo de Arte Contemporáneo de Chengdu (en)
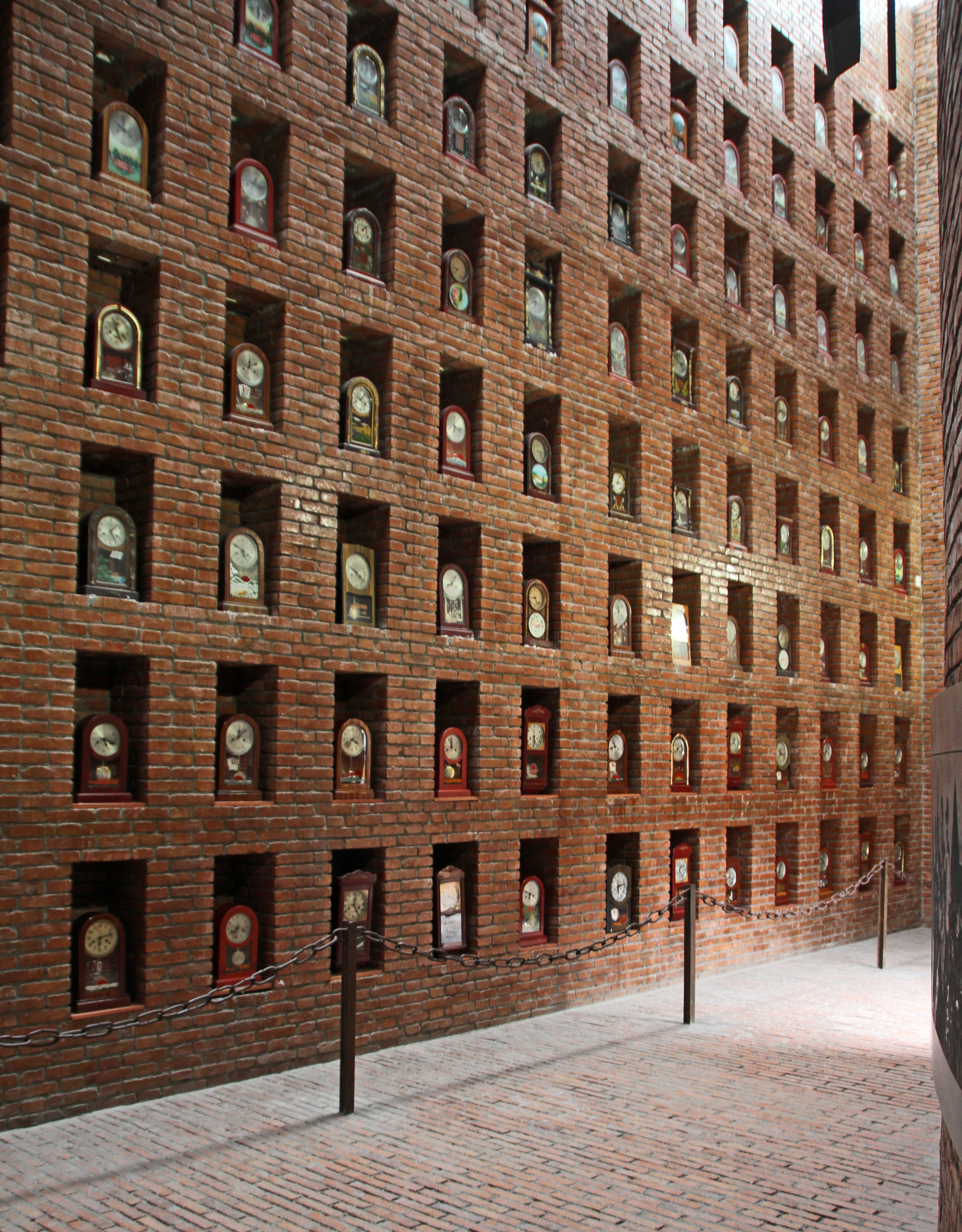
Museo de Relojes, Jianchuan
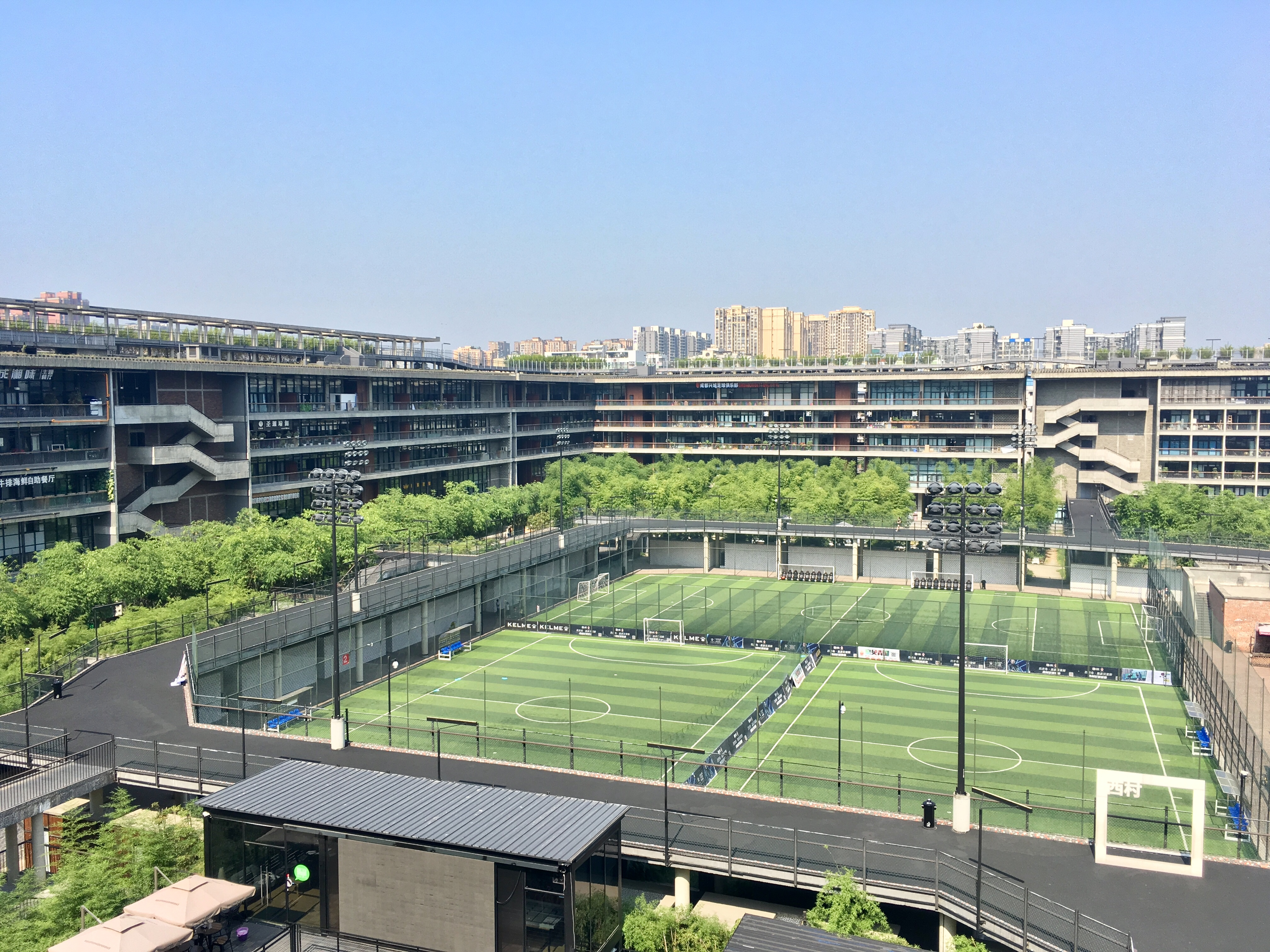
2015. Patio Sicun Beisen, Chengdu (zh)

| Predecesor: Riken Yamamoto | Premio Pritzker de Arquitectura 2025 | Sucesor: - |